# Phyxioschema roxana
Espèce
Phyxioschema roxana est une espèce d'araignées mygalomorphes de la famille des Euagridae.

## Distribution
Cette espèce se rencontre dans le Sud-Est de l'Ouzbékistan et au Tadjikistan,.

## Description
Le mâle holotype mesure 12,7 mm et la femelle paratype 15,2 mm.

## Étymologie
Cette espèce est nommée en l'honneur de Roxane.

## Publication originale
- Schwendinger & Zonstein, 2011 : A taxonomic revision of the genus Phyxioschema (Araneae, Dipluridae), II: species from central Asia. Zootaxa, no 2815, p. 28-48.